# Речь Гитлера 28 апреля 1939 года
Речь Гитлера 28 апреля 1939 года — выступление Адольфа Гитлера перед рейхстагом в Кролль-опере. Оно последовало в качестве ответа на телеграмму Франклина Рузвельта от 15 апреля, в которой предлагалось разрядить напряжённость в международных отношениях. В рамках предлагавшегося договора Германия и Италия должны были дать гарантии ненападения на 31 страну (включая СССР) на срок от 10 до 25 лет, а взамен получали содействие в развитии международной торговли.

## Предпосылки
В конце 1930-х годов резко возросла угроза войны в Европе. Германия, ведомая Гитлером, стремилась сбросить с себя обременительные условия Версальского мирного договора. Более того, были подготовлены и начали осуществляться экспансионистские планы по завоеванию мирового лидерства. В то же время ряд стран, в пределах Европы проводивших неагрессивную политику, такие как Англия, Франция, СССР и другие, из-за взаимного недоверия не сумели выстроить систему коллективной безопасности, и подверглись нападению поодиночке.
Начало политического кризиса, непосредственно предшествовавшего Второй мировой войне, было положено Мюнхенским соглашением, подписанным 30 сентября 1938 года и ставшим кульминацией проводившейся Британией и Францией политики умиротворения. По его итогам Германии перешла Судетская область, при этом Невилл Чемберлен дал понять Гитлеру, что Англия не выступит в защиту чешского государства. Этой ситуацией воспользовалась Польша для аннексии спорной Тешинской области. 2 ноября, по решению германо-итальянского арбитража, Чехословакия утратила в пользу Венгрии часть Словакии и Подкарпатской Руси. 14—15 марта 1939 года Чехия была полностью оккупирована германскими войсками, на её территории установили протекторат Богемия и Моравия, а Венгрия захватила оставшуюся часть Карпатской Руси. 22 марта Литве был предъявлен ультиматум, в результате которого Германия аннексировала экономически важный порт Клайпеда. 7 апреля Италия вторглась в Албанию и фактически аннексировала её пять дней спустя.

### Телеграмма Рузвельта
Существует несколько версий происхождения телеграммы Рузвельта. Корделл Халл, занимавший в то время пост государственного секретаря США, приписывал первоначальную идею миротворческого обращения послу во Франции Уильяму Буллиту, встревоженному европейской нестабильностью. Сам Рузвельт утверждал, что авторство принадлежало ему. Текст телеграммы готовился несколько суток при участии высших чиновников Государственного департамента и окончательно был утверждён поздно вечером 14 апреля.

<...> Готовы ли Вы гарантировать, что Ваши вооруженные силы не нападут и не вторгнутся на территорию или владения следующих независимых государств: Финляндия, Эстония, Латвия, Литва, Швеция, Норвегия, Дания, Голландия, Бельгия, Великобритания и Ирландия, Франция, Португалия, Испания, Швейцария, Лихтенштейн, Люксембург, Польша, Венгрия, Румыния, Югославия, Россия, Болгария, Греция, Турция, Ирак, Аравийский полуостров, Сирия, Палестина, Египет и Иран. Заверение должно относиться не только к настоящему времени, но и к будущему тоже. Достаточно долгому, чтобы обеспечить любую возможность для поиска мирных методов, которые позволят обеспечить устойчивый и долгий мир. Соответственно, я предлагаю, чтобы Вы истолковали слово «будущее» как означающее минимальный период гарантированного ненападения – не менее десяти лет – сроком в четверть века, если мы возьмем на себя смелость заглянуть так далеко. Если Ваше правительство даст такую гарантию, я немедленно сообщу о ней правительствам перечисленных выше государств и при этом запрошу информацию, – которую, я уверен, с готовностью предоставят все вышеперечисленные государства, – о том, дадут ли перечисленные выше государства такую же гарантию Вам, о чем я немедленно сообщу Вам. <…>
Как только будут получены взаимные гарантии, в образованной мирной обстановке я обещаю Вам незамедлительное обсуждение двух насущных проблем, и в этом обсуждении Соединенные Штаты с удовольствием примут участие. Обсуждения, о которых я говорю, предназначены для поиска наиболее эффективной и срочной меры, которая поможет человечеству добиться нарастающего чувства облегчения от исключения перспективы сокрушительного бремени вооружения, которая с каждым днем подвигает их все ближе к краю экономической катастрофы. В то же время правительство Соединенных Штатов будет готово к участию в дискуссиях, нацеленных на поиск наиболее практичного способа открытия путей международной торговли, чтобы все страны планеты на равных условиях могли продавать и покупать на мировом рынке и обладали гарантированной возможностью получения материалов и товаров мирного экономического происхождения. <…>— Телеграмма президента США Ф. Рузвельта рейхсканцлеру Германии А. Гитлеру от 15 апреля 1939 года.
Сразу по прочтении телеграммы Гитлер назвал американского президента «сумасшедшим слабоумцем» и решил не отвечать «этому презренному человеку». Тем не менее, обсудив ситуацию со своим ближайшим окружением, он изменил первоначальные намерения. Раймонд Гейст, американский консул в Берлине, сообщал, что в ночь на 17 апреля в ходе совещания с министром иностранных дел Риббентропом было решено, что фюрер 28 апреля выступит с речью перед рейхстагом, и что это сделано с целью максимально широкого охвата аудитории.
В тот же день с Вильгельмштрассе послам во всех перечисленных Рузвельтом странах, кроме Польши, России (СССР), Англии и Франции, ушла циркулярная телеграмма. В ней содержалось два вопроса: считают ли в этих странах, что Германия каким-то образом им угрожает? Уполномочивали ли они Рузвельта выступить с таким обращением? «Мы не сомневаемся, что на оба вопроса будет дан отрицательный ответ. Но по ряду причин мы хотели бы немедленно получить подтверждение у вас» — писал в телеграмме Риббентроп.
Галеаццо Чиано, итальянский министр иностранных дел, вспоминал, что Муссолини сначала отказался читать телеграмму Рузвельта, а позднее предположил, что такое мог прислать только поражённый «детским параличом». Не отставал от него и Геринг, находившийся в то время в Риме: он посчитал, что давать ответ не стоит, и что американский президент «страдает умственным расстройством».
21 апреля Гитлер заметил: «Это первый раз, когда оппонент публично бросает мне вызов, призывая вступить с ним в дискуссию, но он серьёзно пожалеет об этом».
К 22 апреля германскому министерству уже было известно, что большинство стран ответили на оба вопроса отрицательно. Выделилась лишь Румыния, язвительно ответившая, что «правительство рейха само должно знать, существует ли такая опасность», и Латвия, которая поначалу не поняла, какого ответа от неё ожидают.

## Речь
Фюрер начал своё выступление с традиционной апелляции к Версальскому мирному договору, который был якобы несправедлив, тяжёлым бременем лёг на экономику Германии и повлёк за собой «несправедливости» и притеснения уже для немцев. Помимо этого, вновь прозвучали обвинения в сторону евреев:

Еврейские паразиты безжалостно грабили нацию с одной стороны и подстрекали обнищавшие массы с другой. <...>Разрушение политического порядка и смятение общественного мнения, вызванное безответственной еврейской прессой, привели к ещё большим потрясениям в экономической жизни и, таким образом, к увеличению нищеты и увеличению готовности воспринять большевистские идеи революции.— Речь Гитлера 28 апреля 1939 года, стр. 4-5 (нем.)
Свершившиеся территориальные приобретения — аншлюс Австрии, занятие Судетской области и дальнейшая оккупация Чехословакии, аннексия литовского порта Клайпеды (Мемеля) — по оценке Гитлера, были всего лишь естественным процессом восстановления справедливости, границ и объединения соотечественников в пределах одного государства. Претензии по Чехословакии были отвергнуты:

Будущее покажет, правильное это решение, которое нашла Германия, или нет. Но одно можно сказать наверняка: решение не подлежит английскому контролю или английской критике. Потому что страны Богемии и Моравии, как последние оставшиеся области бывшей Чехо-Словакии, не имеют никакого отношения к Мюнхенскому соглашению. Точно так же, как английские меры, скажем, в Ирландии, правильные или неправильные, не подлежат немецкому контролю или критике, так же мало это относится и к этим старым немецким курфюршествам.— Речь Гитлера 28 апреля 1939 года, стр. 17 (нем.)
Была раскритикована позиция Великобритании: рейхсканцлер заявил, что всегда придерживался мнения о необходимости дружбы и сотрудничества, но подобные отношения могли существовать лишь на основе взаимного уважения, которого англичане, якобы, не проявили. Одновременно де-факто был денонсирован морской договор 1935 года:

Если теперь Англия занимает позицию в печати и официально, что действовать против Германии необходимо при любых обстоятельствах, и подтверждает это знакомой нам политикой окружения, то тем самым прекращаются предпосылки для морского договора.— Речь Гитлера 28 апреля 1939 года, стр. 20 (нем.)
Относительно Польши было сказано, что её правительство ведёт себя непонятно и отклонило «замечательный вариант» по урегулированию проблемы Данцига, «величайшую уступку во имя мира в Европе, какую только можно вообразить». В вину ей было поставлено намерение провести мобилизацию, хотя Германия, якобы, не имела никаких планов против Польши (причём уже ведущаяся подготовка к нападению была названа «чистейшей выдумкой международной прессы»), а также заключение военного союза с Англией. Как следствие, фюрер нашёл, что условия пакта Пилсудского-Гитлера нарушены и он более не имеет силы.
Далее настала очередь телеграммы Рузвельта. Гитлер, разделив её на несколько пунктов, методично прошёлся по ним с опровержениями. Так, ответом на то, что миллионы людей живут в страхе новой войны, стало заявление: со времён Версальского договора в мире произошло 14 войн, а сами США произвели 26 «кровавых и насильственных интервенций», и Германия к этому никакого отношения не имела. Исчезновение трёх европейских и одного африканского государства было безапелляционно охарактеризовано как восстановление исторической справедливости.

Марокканцы, берберы, арабы, негры и т. д. — все они стали жертвами иностранной силы, на чьих мечах и бомбах было написано не «Сделано в Германии», а «Сделано в демократиях».— Речь Гитлера 28 апреля 1939 года, стр. 30 (нем.)
Отметив важность миротворческих устремлений и предложения решать всё за столом переговоров, фюрер, тем не менее, подвёрг их критике. Он указал, что сами США вышли из Лиги Наций, что их внутренний конфликт решался не дипломатическим путём, и что, в целом, покорение Северной Америки не было мирным. Было подчёркнуто, что Германия присутствовала в Версале не как участник переговоров, а чтобы выслушать, что ей следует делать, а её представители «подверглись большему унижению, чем когда-то вожди индейцев сиу».
Призыв Рузвельта проинформировать Штаты, как незаинтересованного посредника, о деталях германской внешней политики был охарактеризован как «бестактное незаконное вмешательство во внутренние дела», с указанием на то обстоятельство, что сами США не делятся планами относительно Северной и Южной Америки. После чего Гитлер затронул вопрос гарантий ненападения. Перечислив три десятка стран (кроме Польши, но на её отсутствие никто не обратил внимания), он риторически вопросил американского президента, откуда у него сведения об угрозах этим странам и время вникать в детали их внутренних проблем, и выложил на стол свой самый сильный козырь — ответы правительств на телеграмму имперского МИД:

Прежде всего я потрудился выяснить у упомянутых государств, во-первых, чувствуют ли они угрозу и, во-вторых, был ли вопрос г-на Рузвельта к нам предложением с их стороны или, по крайней мере, с их согласия. Ответ был неизменно отрицательным, иногда резко отрицательным. Однако я не смог направить этот запрос некоторым из упомянутых государств и народов, потому что в настоящее время они не обладают своей свободой, а удерживаются вооружёнными силами демократических государств и поэтому лишены своих прав. <...> Точно так же г-н Рузвельт явно упустил тот факт, что в настоящее время Палестина оккупирована не немецкими войсками, а английскими войсками, ограничена в своей свободе с помощью самых жестоких средств насилия, лишена своей независимости и терпит самое жестокое обращение в пользу еврейских захватчиков.— Речь Гитлера 28 апреля 1939 года, стр. 36—37 (нем.)
Тем не менее было заявлено, что Германия готова предоставить запрашиваемые гарантии всем этим странам, и сверх того — в отношении американского континента, поскольку это вопрос, наиболее волнующий Штаты. Доводы о наращивании вооружений были отвергнуты со ссылкой на ограничения Версальского договора. Относительно предложений по развитию мировой торговли рейхсканцлер указал на то, что собственная экономическая политика США воздвигает различные барьеры в отношении других государств.
В заключительной части речи Гитлер сделал акцент на результатах своей политики. За время правления, по его словам, был преодолен хаос в Германии, уничтожена безработица, увеличено производство, объединены немецкий народ и немецкие земли, уничтожен унизительный Версальский договор, причём всё это прошло мирно, без крови и ужасов войны. Наконец, он заявил, что готов «служить тому, в чем мы все заинтересованы» — справедливости, процветанию, прогрессу и миру всего человечества.

## Реакция
Реакция в самой Германии была восторженной. Правительственная газета Völkischer Beobachter заявила, что Рузвельт был словесно уничтожен и, по сути, «политически казнён». По воспоминаниям адъютанта Гитлера Николауса фон Белова, речь была подобна «взрыву политической бомбы», а в стенах германского МИД говорили, что «фюрер „лягнул“ всех, кого следовало».
Соединённые Штаты отреагировали крайне скупо. На совещании в Госдепе было решено никаких комментариев прессе не давать, главе же немецкой дипломатической миссии Гансу Томсену была направлена конфиденциальная телеграмма, выражавшая разочарование. Сам Рузвельт воздержался от каких бы то ни было оценок. При этом в американском истеблишменте большинство составили сторонники изоляционизма, раскритиковавшие инициативу: высказывались мнения в духе «Рузвельт сам напросился на это», вплоть до обвинений в поиске повода к войне.
Пресса в целом сошлась во мнении, что речь никоим образом не содействовала разрядке напряжённости и война в Европе по-прежнему вполне вероятна. Изоляционистские издания, вторя тезисам Гитлера, подчёркивали правомерность требований относительно Данцига и «коридора» к нему.
Уильям Ширер писал, что эта речь Гитлера была самой продолжительной и самой блестящей в его карьере. Она собрала огромную аудиторию и транслировалась сотнями радиостанций по всему миру, но «в отличие от предыдущих не помогла ему одурачить народы других стран и их правительства… фюрер Германии не ответил на основной вопрос президента <Рузвельта>: возможны ли впредь агрессии? нападет ли он на Польшу?».